# Čang Kchaj-čen
Čang Kchaj-čen čínsky: 張凱貞, angl. Chang Kai-chen (* 13. ledna 1991, Tchao-jüan, Tchaj-wan) je současná tchajwanská profesionální tenistka. Jejím nejvyšším umístěním na žebříčku WTA ve dvouhře bylo 91. místo (únor 2010) a ve čtyřhře 126. místo (říjen 2009). Na okruhu WTA dosud nevyhrála žádný turnaj.

## Vítězství na okruhu ITF (6)

### Dvouhra (1)
| Č. | Datum            | Turnaj | Dotace   | Povrch  | Soupeřka ve finále | Výsledek |
| 1. | 18. květen, 2008 | Kurume | 50 000 $ | koberec | Alexandra Panovová | 7-5, 6-3 |

### Čtyřhra (5)
| Č. | Datum              | Turnaj    | Dotace   | Povrch  | Partnerka       | Soupeřky ve finále                 | Výsledek       |
| 1. | 18. květen, 2008   | Kurume    | 50 000 $ | koberec | I-suan Hwangová | Erika Semová Jurika Semová         | 6-3, 2-6, 10-6 |
| 2. | 15. listopad, 2008 | Puné      | 25 000 $ | tvrdý   | I-suan Hwangová | Elora Dabijová Bojana Jovanovská   | 5-7, 6-2, 10-7 |
| 3. | 26. duben, 2009    | Changwon  | 25 000 $ | tvrdý   | I Čchenová      | Elena Baltachová Amanda Elliottová | 6-4, 6-1       |
| 4. | 3. květen, 2009    | Gimcheon  | 25 000 $ | tvrdý   | I Čchenová      | Kjung-mi Čchangová Jin-a Leeová    | 6-1, 7-5       |
| 5. | 26. červenec, 2009 | Lexington | 50 000 $ | tvrdý   | Teťana Lužanská | Jacqueline Caková Alison Riskeová  | 6-3, 6-2       |

## Postavení na žebříčku WTA na konci sezóny

### Dvouhra
| Rok    | 2006  | 2007   | 2008   | 2009  |
| Pořadí | 1440. | ▲ 523. | ▲ 232. | ▲ 92. |

### Čtyřhra
| Rok    | 2006 | 2007   | 2008   | 2009   |
| Pořadí | 834. | ▲ 638. | ▲ 217. | ▲ 138. |